# Eucalyptus wetarensis
Eucalyptus wetarensis là một loài thực vật có hoa trong Họ Đào kim nương. Loài này được L.D.Pryor mô tả khoa học đầu tiên năm 1995.